# Stephen Gyllenhaal

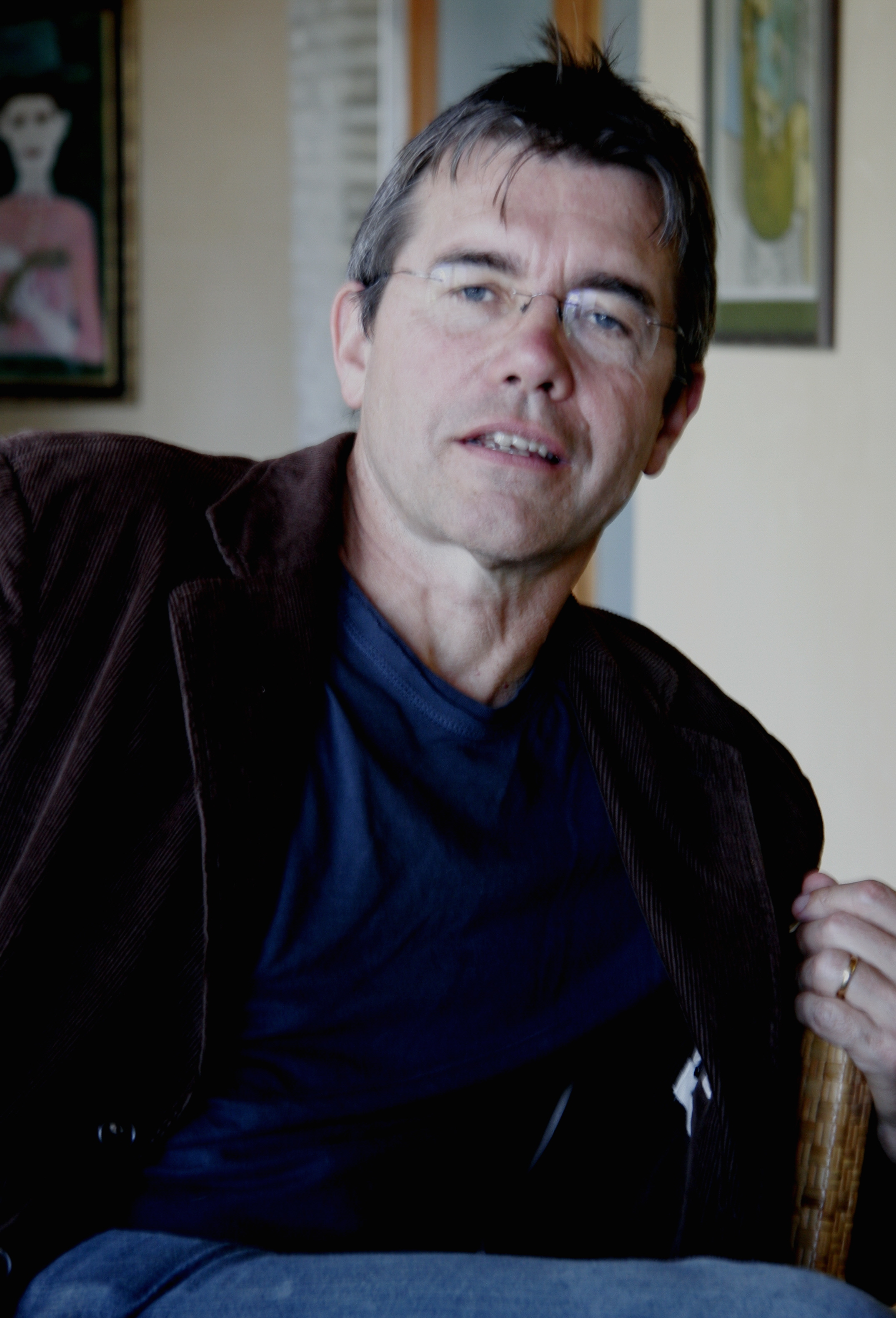
Stephen Gyllenhaal (2006)

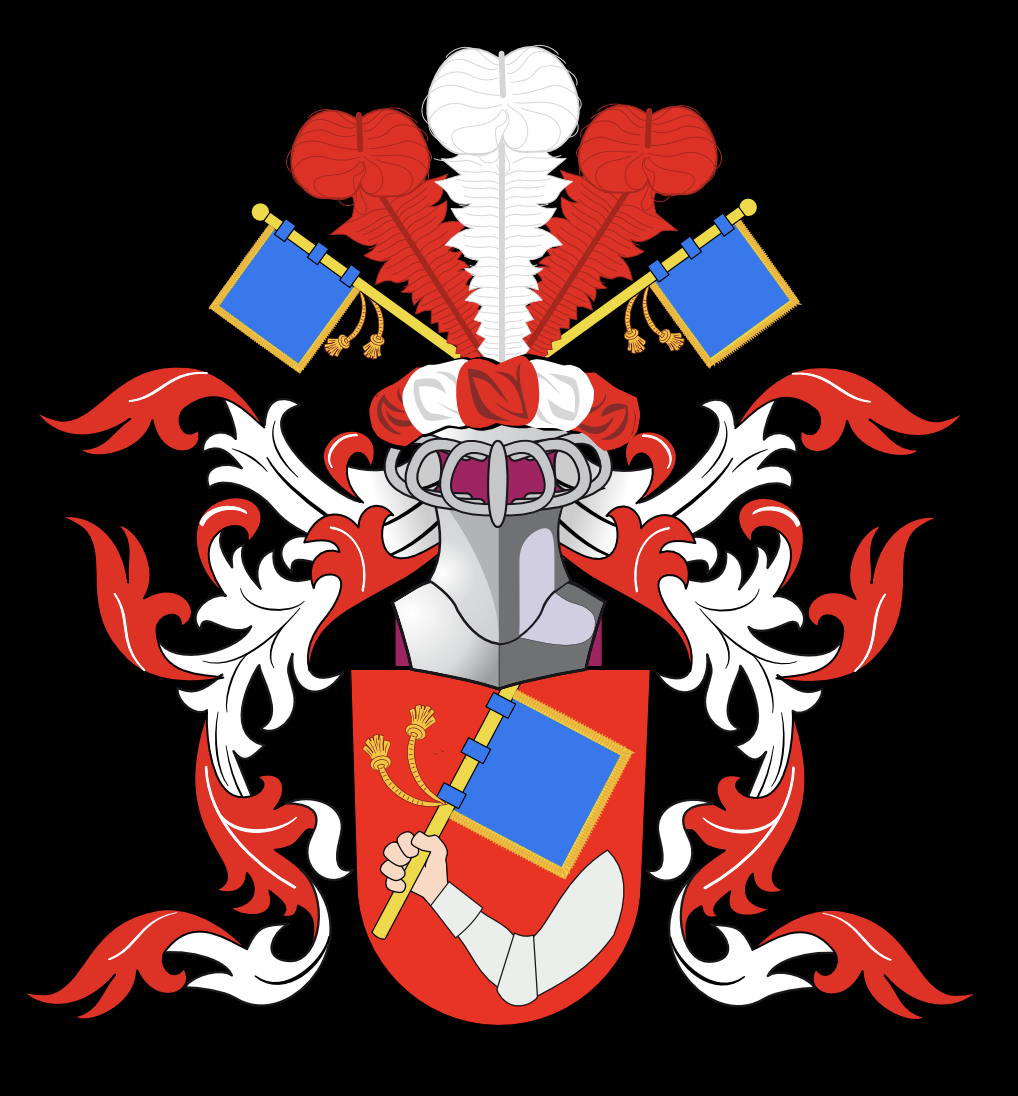
Familienwappen Gyllenhaal

Stephen Gyllenhaal ['dʒɪlənhɑl] (* 4. Oktober 1949 in Cleveland, Ohio) ist ein US-amerikanischer Filmregisseur und Drehbuchautor.

## Leben
Von 1977 bis 2009 war er mit der Drehbuchautorin Naomi Foner Gyllenhaal verheiratet. Die gemeinsamen Kinder Maggie Gyllenhaal und Jake Gyllenhaal sind Schauspieler. 
Gyllenhaal ist schwedischer Abstammung. Seine Familie gehört zu den ältesten schwedischen Adelsfamilien; sie wurde 1652 durch Christina von Schweden geadelt und mit dem Familiennamen Gyllenhaal sowie dem dazugehörenden Wappen ausgestattet. Neben seiner Arbeit für den Film hat Gyllenhaal sich auch einen Namen als Autor von Gedichtbänden gemacht.

## Filmografie (Auswahl)
B = Drehbuch, R = Regie, P = Produktion
- 1979: Exit 10
- 1985: Die Kids von Orlando (The New Kids) – Regie: Sean S. Cummingham – (B)
- 1985: In der Hitze von New York (Certain Fury) – (R)
- 1987: Die Entführung der Kari Swenson (The abduction of Kari Swenson) – (R)
- 1988: Warum muß Wesley sterben? (Promised a Miracle) – (R)
- 1988: Im Zweifel für das Leben: Sieg über den Krebs (Leap of Faith) – (R)
- 1990: Spionenbande (Family of spies) – (R)
- 1990: Killing Desperation (Killing in a Small Town) – (R) (deutsch: Die Axtmörderin)
- 1990: Das Geheimnis von Twin Peaks (Twin Peaks) – (Regie von Folge 28)
- 1990: Tollwütig (Paris trout): mit Ed Harris – (R)
- 1992: Waterland – (R)
- 1993: Dangerous Woman – (R)
- 1995: Die andere Mutter (Losing Isaiah) – (R)
- 1996: Schizophren! Eine Mutter als Callgirl (Shattered Mind) – (R, P)
- 1998: Homegrown – (R, B)
- 1998: The Patron Saint of Liars: Der lange Weg zur Wahrheit (The Patron Saint of Liars) – (R, P)
- 1999: Die Wunderheilerin (Resurrection) – (R)
- 2000: Warden of Red Rock – (R)
- 2002: Talking to Heaven (Living with the Dead) – (R)
- 2006: Die Zeitbombe (Time Bomb) – (R)
- 2007: Manchild – (R)
- 2011: Girl Fight – (R)
- 2011: Grassroots – (R, B)
- 2013: An Amish Murder – (R)

## Schrift
- Claptrap: Notes from Hollywood. Cantara Books 2006 (Gedichte)